# Offensive du Trentin
Pour les articles homonymes, voir Asiago (homonymie).
Première Guerre mondiale
Batailles
Front italien
- 1re Isonzo (06-1915)
- 2e Isonzo (07-1915)
- 3e Isonzo (10-1915)
- 4e Isonzo (11-1915)
- 5e Isonzo (03-1916)
- Trentin (06-1916)
- 6e Isonzo (08-1916)
- 7e Isonzo (09-1916)
- 8e Isonzo (10-1916)
- 9e Isonzo (11-1916)
- 10e Isonzo (05-1917)
- Mont Ortigara (06-1917)
- 11e Isonzo (08-1917)
- Caporetto (12e Isonzo) (10-1917)
- Piave (06-1918)
- San Matteo (08-1918)
- Vittorio Veneto (10-1918)

Front d'Europe de l’Ouest
Front d'Europe de l’Est
Front des Balkans
Front du Moyen-Orient
Front africain
Bataille de l'Atlantique
L'Offensive du Trentin (également appelée Bataille d'Asiago, Bataille des Plateaux ou Strafexpedition) est le nom donné à l'offensive lancée, en mai 1916, par le général austro-hongrois Franz Conrad von Hötzendorf sur le flanc gauche de l'armée italienne, dans le Trentin, ayant pour but de couper la route à l'armée de l'Isonzo et de prendre Venise.

## Le contexte
En 1915, l'Italie entre en guerre contre l'Autriche-Hongrie. La guerre prend vite un caractère primitif dû aux conditions géographiques et climatiques (les combats ont lieu dans les Alpes autrichiennes, dans la neige et le froid). Les Italiens, sous le commandement du général Luigi Cadorna, lancent alors de nombreuses offensives sur l'Isonzo (il y a eu 11 batailles de l'Isonzo). En 1916, les Italiens lancent une 5e offensive sur l'Isonzo en mars qui comme les autres échoue.
Le commandant des forces austro-hongroises, Franz Conrad von Hötzendorf, décide de mener une offensive sur le flanc gauche de l'armée italienne, afin de couper la route à l'armée de l'Isonzo et atteindre Venise. Cette offensive devait permettre la capitulation de l'Italie selon ses calculs.

## Le déroulement
Le 15 mai 1916, l'opération baptisée « Expédition punitive » (Strafexpedition) débute. Les forces austro-hongroises, appuyées par une artillerie massive, enfoncent rapidement deux lignes de défense ennemies et occupent le plateau d'Asiago. Mais le général italien Luigi Cadorna appelle alors le général russe Alexeï Broussilov à la rescousse. Celui-ci déclenche alors son offensive en Galicie plus tôt que prévu et réussit à attirer de nombreux soldats austro-hongrois qui servaient en Italie.
Par ailleurs, les Austro-Hongrois, ayant avancé trop rapidement, sont privés  du soutien de leur artillerie, et leur avancée est finalement stoppée par les renforts italiens.

## Le bilan
L'opération « Expédition punitive », malgré un bon début, connaît le même sort que les offensives allemandes ou alliées sur les autres fronts. Elle fut la seule offensive sur le front italien menée exclusivement par les forces austro-hongroises.